# Othon Ier de Brunswick-Lunebourg-Harbourg
Pour les articles homonymes, voir Othon Ier.
Othon Ier (24 août 1495 – 11 août 1549, Harbourg) est duc de Brunswick-Lunebourg et prince de Lunebourg de 1520 à 1527, puis seigneur de Harbourg de 1527 à sa mort.
Fils aîné du duc Henri Ier et de Marguerite de Saxe (1469-1528) (en), il lui succède conjointement avec son frère Ernest. En 1527, à la suite de son mariage avec une roturière nommée Meta von Campe, Othon perd son titre et reçoit en compensation la seigneurie de Harbourg. Il a sept enfants :
- Anne (1526-1527) ;
- Othon (1527-1527) ;
- Ernest (1527-1540) ;
- Othon II de Brunswick-Harbourg (1528-1603), duc de Brunswick-Harbourg ;
- Frédéric (1530-1533) ;
- Marguerite (1532-1539) ;
- Suzanne (1536-1581).